# Lleonard Ramírez i Viadé
Lleonard Ramírez i Viadé (Barcelona, 1928 - Boadella i les Escaules, 25 de novembre de 2013) fou un activista polític i social català.

## Biografia
Nasqué al barri de Sants de la capital catalana el 1928. Va estudiar el batxillerat elemental i durant cinquanta anys va exercir com a cap de compres i vendes en una empresa de cables elèctrics. Membre actiu en la lluita antifranquista, l'any 1945 s'afilià a l'Orientació Catòlica Professional del Dependent (OCPD) i dos anys més tard creà la secció de la Joventut Obrera Catòlica (JOC) del barri de Sants, juntament amb Miquel Juncadella. Amb la seva dona Josefina Rofastes fundà també l'Acció Catòlica Obrera (ACO). A mitjans anys cinquanta va entrar en contacte amb la CNT, i va formar part dels Cors de Clavé de Collblanc.
Durant els anys seixanta col·laborà amb els Grups Cristians per a la Promoció i Defensa dels Drets Humans, i va mantenir reunions clandestines a Montserrat amb militants antifranquistes. També va participar en les primeres reunions de Comissions Obreres a la parròquia de Sant Isidre de l'Hospitalet de Llobregat. A més, fou membre del Grup de Solidaritat amb Presos i Represaliats. En la dècada dels seixanta va ser membre fundador de l'escola Proa de la Bordeta i també de l'editorial Nova Terra (el 1958), amb la finalitat que fos un instrument de pedagogia popular. L'any 1970 es tancà a la Catedral de Barcelona en solidaritat amb els treballadors expedientats de l'empresa AEG i fou detingut per la policia.
Els últims anys del franquisme va ser membre de l'Assemblea de Catalunya, del Consell Pastoral del Baix Llobregat i el Sindicat Independent de Tècnics en la clandestinitat, i ajudà a crear el Centre Social de Sants. Ja en la democràcia participà en la Junta de Càritas Diocesana i el 1991 ajudà a fundar l'associació de veïns El Racó de les Corts, de la qual va ser president de 1996 a 2005 i on ha contribuït a aconseguir equipaments com el Centre Cultural Riera Blanca, la biblioteca Miquel Llongueras i el CAP de les Corts.
També ha participat de manera activa en altres plataformes ciutadanes, com ara la Comissió Pro Parc de Can Rigalt, la Plataforma Ciutadana Opositora al Projecte Barça 2000 o la Plataforma Diagonal Ponent. El 2005 va rebre la Medalla d'Honor de Barcelona.

## Fons personal
El seu fons personal es conserva a l'Arxiu Nacional de Catalunya. El fons conté documentació relativa a l'editorial Nova Terra; òrgans de govern (consells, assemblea, comissions, etc.); producció (edicions, informes, planificació); gestió econòmica (accionistes, balanços, informes, etc.); administració i organització (organigrames, objectius, documents constitutius) i publicacions. Per altra banda, el fons també està constituït per un conjunt de documentació impresa corresponent al període 1970-1980 aproximadament, relativa a diverses organitzacions i partits polítics (Partit Socialista d'Alliberament Nacional, Estat Català, etc.).